# Iszaak Oszipovics Dunajevszkij
Iszaak Oszipovics Dunajevszkij (oroszul: Исаак Осипович Дунаевский; Lohvicja, 1900. január 30. – Moszkva, 1955. július 25.) zsidó származású ukrán zeneszerző, kétszeres állami díjas, az OSZSZSZK népművésze.

## Életpályája
Ukrajnában, az Orosz Birodalom Poltavai kormányzóságában fekvő Lohvicja faluban született zsidó családban. Apja Joszif (ukrán változatban Oszip), anyja Rosalia. Anyja muzikalitása vezetett oda, hogy hat testvér is muzsikus lett. Felesége Zinajda Szudejkina, tőle egy fia született, Jevgenyij (1932). Egy másik fia is született; Maxim (1945), akinek anyja Zoja Paskova balerina volt. Maxim is neves muzsikus lett.  1910-ben a család Harkovba költözött. 1919-ben Harkovban végzett konzervatóriumot. 1920-tól zeneszerző és karmester volt a harkovi Dráma Színházban. 1924-ben Moszkvába költözött. 1924–1926 között zenei rendező volt a Ermitazs Színházban. 1926–1929 között a Szatíra Színházban dolgozott. 1929–1941 között Leningrádban dolgozott. 1929–1934 között a Music Hall karmestere és rendezője volt, majd ismét Moszkvába költözött. A filmhez 1932-ben került mint karmester, 1933-tól kezdve számos filmhez írt kísérőzenét. 1934–1940 között 16 film zenéjét komponálta meg.

### Munkássága
A könnyű műfaj legnépszerűbb szovjet képviselője volt. Dalait, operettjeit külföldön is rendszeresen műsoron tartják. A Szabad szél, a Fehér akácok nálunk is sikert arattak. Dallamos, behízelgő melódiái slágerré váltak (Dal a kapitányról, Virágzik a rózsa stb.). Munkásságát bensőséges líra, érzelemgazdagság és magával ragadó ritmus jellemezte. Főként Grigorij Alekszandrov filmjeinek komponistájaként vált világhírűvé. 14 operett, 3 balett, 3 kantáta, 80 kórusdal, 80 dal szerzője volt.

## Színházi munkái
A Színházi Adattárban regisztrált bemutatóinak száma: 38.
- Filmcsillag (1949, 1957)
- Szabad szél (1950–1951, 1953, 1956, 1958–1961, 1973, 1975, 1977, 1983–1985, 1999)
- Vidám vásár (1952)
- Mégis szeretlek (1956)
- Napsugárka (1956)
- Fehér akácok (1960–1962, 1965, 1971)
- Aranyvölgy (1976)

## Filmjei
- Első szakasz; Первый взвод (1933)
- Vidám fickó (1934)
- Aranytüzek (Zolotije ognyi) (1935)
- Három elvtárs (Tri tovariscsa) (1935)
- Cirkusz (1936)
- Boldogságkeresők (Iszkatyeli szcsasztya) (1936)
- Volga – Volga (1938)
- Grant kapitány gyermekei (Gyetyi kapitana Granta) (1938)
- A gazdag menyasszony (Bogataja nyeveszta) (1938)
- Világos út (1940)
- Szerelmem (Moja ljubov) (1941)
- Hurrá, tavasz! (1947)
- A tartalék játékos (Zapasznoj igrok) (1954)
- A hűség próbája (Iszpitanyije vernosztyi) (1955)
- Anyegin (1999)
- A Mester és Margarita (2005)

## Díjai
- Sztálin-díj (1941, 1951)

## Fordítás
- Ez a szócikk részben vagy egészben  a(z)   Дунаевский, Исаак Осипович című orosz Wikipédia-szócikk ezen változatának fordításán alapul.  Az eredeti cikk szerkesztőit annak laptörténete sorolja fel. Ez a jelzés csupán a megfogalmazás eredetét és a szerzői jogokat jelzi, nem szolgál a cikkben szereplő információk forrásmegjelöléseként.